# Comuna Kurajîn, Nova Ușîțea
Kurajîn (în ucraineană Куражин) este o comună în raionul Nova Ușîțea, regiunea Hmelnîțkîi, Ucraina, formată din satele Hlîbivka, Kurajîn (reședința) și Mala Șciurka.

## Demografie
Componența lingvistică a comunei Kurajîn
     Ucraineană (98,43%)
     Rusă (1,42%)
     Alte limbi (0,15%)
Conform recensământului din 2001, majoritatea populației comunei Kurajîn era vorbitoare de ucraineană (98,43%), existând în minoritate și vorbitori de rusă (1,42%).